# Saint-Martin-de-Sanzay
Pour les articles homonymes, voir Saint-Martin.
Saint-Martin-de-Sanzay est une commune du Centre-Ouest de la France située dans le département des Deux-Sèvres en région Nouvelle-Aquitaine.
Elle est limitrophe du département de Maine-et-Loire dans les Pays de la Loire.

## Géographie

### Localisation
La commune de Saint-Martin-de-Sanzay se situe au nord du département des Deux-Sèvres dans la région Nouvelle-acquitaine.
La commune est située à 6 km de Montreuil-Bellay, 12 km de Thouars, à 20 km de Saumur et à 50 km d'Angers.

### Géologie et relief
Le territoire communal est constitué principalement de deux grands ensembles de superficie voisine. À l'ouest, des alluvions du Thouet et en moindre mesure de l'Argenton, à l'est, des formations crétacées du Cénomanien. Les alluvions se subdivisent eux-mêmes en deux ensembles :
- des alluvions fines et récentes constituées de sables fins et de limons d'un à trois mètres d'épaisseur distribuées à proximité des rivières. Ces secteurs qui occupent de grandes surfaces étaient depuis le Moyen Âge exploités en prairie naturelle ; depuis les années 1970, ils ont été labourés et convertis en maïs le plus souvent irrigués.
- une basse terrasse sablo-graveleuse très légumières depuis les années 1980, mais qui fut autrefois occupée par la polycultures et quelques vignes.

Du nord au sud, de part et d'autre de la route D 938, le Cénomanien s'étale en un manteau composé de sables quartzeux et glauconieux et de sables argileux plus ou moins hydromorphes en fonction de la situation topographique. De nombreux bois taillis de un à une quinzaine d'hectares se partagent cet espace avec les labours.
Trois petites collines viennent rompre la platitude du relief : une au sud-est en limite de Brion-près-Thouet (entre les hameaux du Luc et Étambé), une plus au nord près du hameau de Mont et l'autre près de Clavière. La base de ces buttes est constituée de marne cénomanienne, tandis que leur sommet est recouvert d'un épandage de cailloutis fluviatile noyés dans de l'argile. Ces buttes qui présentent un potentiel viticole important portent un vignoble historique de grand qualité.
Une carrière de grès ferrugineux à ciment carbonaté, située près du village de Prailles, fut exploitée pour la production de pierre de taille servant au soutènement des monuments locaux. Une autre carrière de ballastières, ou graves grossières du Thouet, est aujourd'hui reconvertie en plan d'eau et lui a laissé son nom : l'étang de la Ballastière.

### Hameaux
L'habitat de la commune est très dispersé, et elle compte de nombreux hameaux. 
- Blanchard, partagé avec Sainte-Verge
- Le Bourg de Saint-Martin, où se trouvent la mairie et l'église
- La Brunetière, partagée avec Argenton-l'Église
- La Charpenterie, partagée avec Montreuil-Bellay
- Clavière
- La Commanderie
- La Genaire
- La Giraudière
- Lernay, partagée avec Antoigné. La partie propre à Saint-Martin-de-Sanzay se nomme Villevert
- Le Luc
- Mont
- Passay, le plus peuplé
- Prailles
- Les Sables
- Sanzay
- Taizon, partagé avec Argenton-l'Église

### Climat
Pour des articles plus généraux, voir Climat de la Nouvelle-Aquitaine et Climat des Deux-Sèvres.
Historiquement, la commune est exposée à un climat océanique du nord-ouest.  
En 2020, Météo-France publie une typologie des climats de la France métropolitaine dans laquelle la commune est dans une zone de transition entre le climat océanique et le climat océanique altéré et est dans la région climatique  Moyenne vallée de la Loire, caractérisée par une bonne insolation (1 850 h/an) et un été peu pluvieux.
Pour la période 1971-2000, la température annuelle moyenne est de 12 °C, avec une amplitude thermique annuelle de 14,6 °C. Le cumul annuel moyen de précipitations est de 578 mm, avec 10,6 jours de précipitations en janvier et 6,1 jours en juillet. Pour la période 1991-2020, la température moyenne annuelle observée sur la station météorologique la plus proche, située sur la commune de Loretz-d'Argenton à 6 km à vol d'oiseau, est de 12,9 °C et le cumul annuel moyen de précipitations est de 606,9 mm,. Pour l'avenir, les paramètres climatiques de la commune estimés pour 2050 selon différents scénarios d’émission de gaz à effet de serre sont consultables sur un site dédié publié par Météo-France en novembre 2022.

## Urbanisme

### Typologie
Au 1er janvier 2024, Saint-Martin-de-Sanzay est catégorisée commune rurale à habitat dispersé, selon la nouvelle grille communale de densité à sept niveaux définie par l'Insee en 2022.
Elle est située hors unité urbaine. Par ailleurs la commune fait partie de l'aire d'attraction de Thouars, dont elle est une commune de la couronne,. Cette aire, qui regroupe 26 communes, est catégorisée dans les aires de moins de 50 000 habitants,.

### Occupation des sols
L'occupation des sols de la commune, telle qu'elle ressort de la base de données européenne d’occupation biophysique des sols Corine Land Cover (CLC), est marquée par l'importance des territoires agricoles (91 % en 2018), une proportion sensiblement équivalente à celle de 1990 (91,2 %). La répartition détaillée en 2018 est la suivante : 
terres arables (53,7 %), zones agricoles hétérogènes (24,9 %), prairies (12,4 %), forêts (4,4 %), zones urbanisées (3,2 %), espaces verts artificialisés, non agricoles (1,4 %). L'évolution de l’occupation des sols de la commune et de ses infrastructures peut être observée sur les différentes représentations cartographiques du territoire : la carte de Cassini (XVIIIe siècle), la carte d'état-major (1820-1866) et les cartes ou photos aériennes de l'IGN pour la période actuelle (1950 à aujourd'hui).

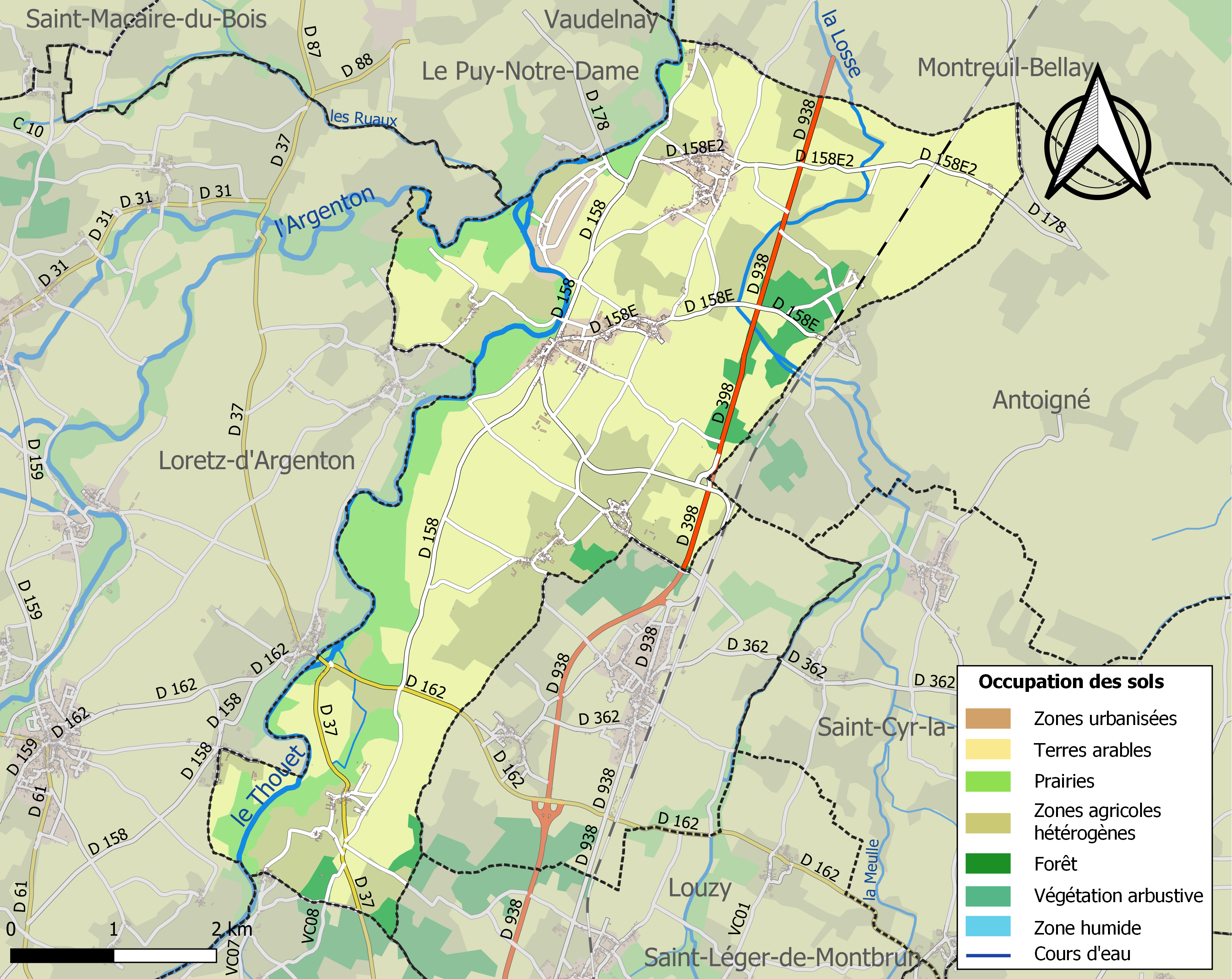
Carte des infrastructures et de l'occupation des sols de la commune en 2018 (CLC).

### Risques majeurs
Le territoire de la commune de Saint-Martin-de-Sanzay est vulnérable à différents aléas naturels : météorologiques (tempête, orage, neige, grand froid, canicule ou sécheresse), inondations, mouvements de terrains et séisme (sismicité modérée). Il est également exposé à deux risques technologiques,  le transport de matières dangereuses et la rupture d'un barrage. Un site publié par le BRGM permet d'évaluer simplement et rapidement les risques d'un bien localisé soit par son adresse soit par le numéro de sa parcelle.

#### Risques naturels
Certaines parties du territoire communal sont susceptibles d’être affectées par le risque d’inondation par débordement de cours d'eau, notamment le Thouet, l'Argenton et la Losse. La commune a été reconnue en état de catastrophe naturelle au titre des dommages causés par les inondations et coulées de boue survenues en 1982, 1983, 1995, 1999 et 2010,. Le risque inondation est pris en compte dans l'aménagement du territoire de la commune par le biais du plan de prévention des risques inondation (PPRI) de la « Vallée du Thouet », approuvé le 13 novembre 2008, dont le périmètre regroupe 22 communes.

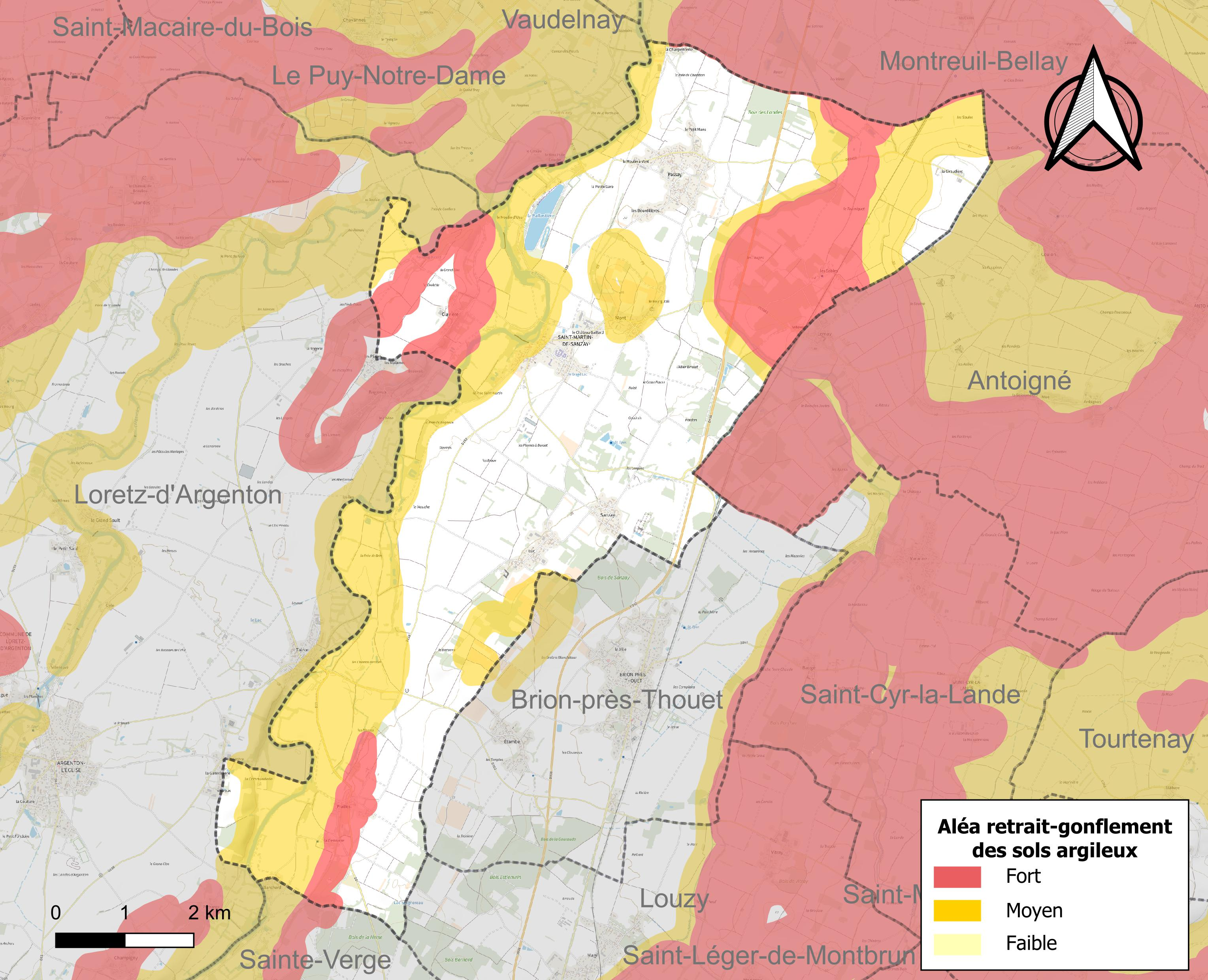
Carte des zones d'aléa retrait-gonflement des sols argileux de Saint-Martin-de-Sanzay.

Les mouvements de terrains susceptibles de se produire sur la commune sont des tassements différentiels. Le retrait-gonflement des sols argileux est susceptible d'engendrer des dommages importants aux bâtiments en cas d’alternance de périodes de sécheresse et de pluie. 46 % de la superficie communale est en aléa moyen ou fort (54,9 % au niveau départemental et 48,5 % au niveau national). Depuis le 1er octobre 2020, en application de la loi ELAN, différentes contraintes s'imposent aux vendeurs, maîtres d'ouvrages ou constructeurs de biens situés dans une zone classée en aléa moyen ou fort,.
La commune a été reconnue en état de catastrophe naturelle au titre des dommages causés par la sécheresse en 1989, 2003, 2004 et 2005 et par des mouvements de terrain en 1999 et 2010.

#### Risque technologique
La commune est en outre située en aval du barrage du Puy Terrier, un ouvrage de classe A mis en service en 1982 sur le territoire des communes de Saint-Loup-Lamairé, Louin et Gourgé, sur le cours d’eau le Cébron, affluent du Thouet. À ce titre elle est susceptible d’être touchée par l’onde de submersion consécutive à la rupture de cet ouvrage.

## Histoire
Ancienne paroisse communes des marches d'Anjou et des marches du duché de Thouars, située dans le périmètre du vignoble de Saumur et de l'Anjou, à la limite de la plaine de Thouars.
Par arrêté préfectoral du 4 décembre 1972 effectif au 1er janvier 1973, Brion-près-Thouet s'est associée à Saint-Martin-de-Sanzay. Brion-près-Thouet est redevenue indépendante le 15 février 1983 (arrêté préfectoral du 18 janvier 1983).

## Politique et administration
La commune fait partie du canton du Val de Thouet, de la communauté de communes du Thouarsais depuis le 1er janvier 2012, et de l'arrondissement de Bressuire.

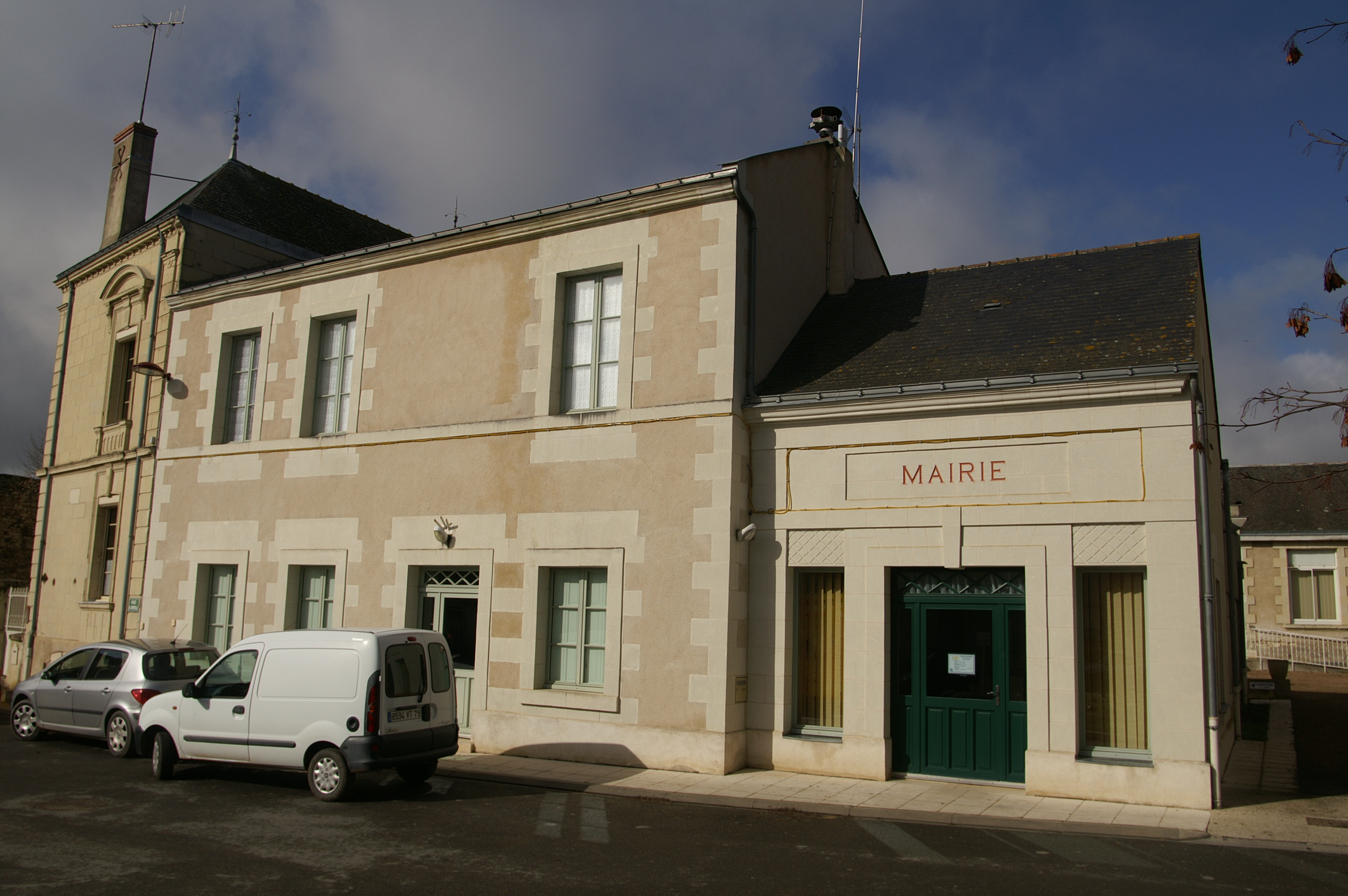
La mairie en 2011.

| Période | Période  | Identité              | Étiquette | Qualité                                                             |
| ------- | -------- | --------------------- | --------- | ------------------------------------------------------------------- |
| 1959    | 1971     | Joseph Dufournet      |           |                                                                     |
| 1971    | 1995     | Jean-Louis Noël       |           | Chef d'entreprise                                                   |
| 1995    | 2001     | Paul Girardeau        |           | Agriculteur                                                         |
| 2001    | 2008     | Jean-Marie Fouchereau |           |                                                                     |
| 2008    | 2014     | André Passelande      |           |                                                                     |
| 2014    | 2020     | Gérard Boulord        | -         | Directeur d'agence chez Lariviere (vente de matériaux pour toiture) |
| 2020    | En cours | Valérie Guidal        | DVG       | Cadre de santé en milieu hospitalier                                |

## Population et société

### Démographie
L'évolution du nombre d'habitants est connue à travers les recensements de la population effectués dans la commune depuis 1793. Pour les communes de moins de 10 000 habitants, une enquête de recensement portant sur toute la population est réalisée tous les cinq ans, les populations de référence des années intermédiaires étant quant à elles estimées par interpolation ou extrapolation. Pour la commune, le premier recensement exhaustif entrant dans le cadre du nouveau dispositif a été réalisé en 2006.

En 2022, la commune comptait 1 037 habitants, en évolution de −4,16 % par rapport à 2016 (Deux-Sèvres : +0,18 %, France hors Mayotte : +2,11 %).
| 1793 | 1800  | 1806  | 1821  | 1831  | 1836  | 1841  | 1846  | 1851  |
| ---- | ----- | ----- | ----- | ----- | ----- | ----- | ----- | ----- |
| 869  | 1 203 | 1 143 | 1 129 | 1 223 | 1 241 | 1 215 | 1 221 | 1 220 |

| 1856  | 1861  | 1866  | 1872  | 1876  | 1881  | 1886  | 1891  | 1896  |
| ----- | ----- | ----- | ----- | ----- | ----- | ----- | ----- | ----- |
| 1 238 | 1 247 | 1 290 | 1 210 | 1 169 | 1 159 | 1 155 | 1 160 | 1 226 |

| 1901  | 1906  | 1911  | 1921  | 1926  | 1931  | 1936  | 1946  | 1954 |
| ----- | ----- | ----- | ----- | ----- | ----- | ----- | ----- | ---- |
| 1 200 | 1 282 | 1 185 | 1 089 | 1 093 | 1 102 | 1 073 | 1 009 | 977  |

| 1962 | 1968 | 1975  | 1982  | 1990 | 1999 | 2006 | 2011  | 2016  |
| ---- | ---- | ----- | ----- | ---- | ---- | ---- | ----- | ----- |
| 991  | 956  | 1 366 | 1 520 | 834  | 870  | 912  | 1 000 | 1 082 |

| 2021  | 2022  | - | - | - | - | - | - | - |
| ----- | ----- | - | - | - | - | - | - | - |
| 1 053 | 1 037 | - | - | - | - | - | - | - |

La commune comptait 1 082 habitants en 2016, soit une progression de près de 30 % en vingt-six ans. Depuis, la population a toutefois diminué de 4 %.
Nota : les pics des recensements 1975 et 1982 correspondent à la période du 1er janvier 1973 au 15 février 1983 où la commune de Brion-près-Thouet avait été rattachée : 487 habitants au recensement de 1975 et 625 habitants au recensement de 1982. Le graphique ci-dessous montre l'évolution démographique sur la même période, mais en ne prenant pour ces deux années que la partie correspondant à Saint-Martin.

## Économie

### Viticulture
La proximité du terroir de la commune avec l'Anjou la fait bénéficier de plusieurs appellations d'origine contrôlée. Elle fait partie de l'aire géographique du Saumur, pour les vins mousseux blancs et rosés, et de celle de l'Anjou, pour les vins blancs et rouges, gamay, vins mousseux blancs et rosés, cabernet d'Anjou, rosé d'Anjou et « Anjou Villages ».
Elle fait également partie de l'aire de proximité immédiate du Saumur, pour les vins tranquilles blancs et rouges, les Saumur « Puy-Notre-Dame » et Cabernet de Saumur, et de celle de l'Anjou, pour les « Anjou-Coteaux de la Loire », « Coteaux de Saumur, « Anjou Villages Brissac » et « Coteaux de l'Aubance ».

### Tourisme
Le site de l'étang de la Ballastière contient un village vacances de quinze maisons, ainsi qu'une aire d'accueil pour les camping-cars.

## Culture locale et patrimoine

### Lieux et monuments
- L'étang de la Ballastière
- L'église Saint-Martin de Saint-Martin-de-Sanzay du(XIIe siècle). L'édifice a été classé au titre des monuments historique en 1910[32].
- Le château du Bois de Sanzay (XVe et XVIIe siècles)
- Le château de la Coste (XVIe et XIXe siècles)
- La chapelle du chateau de Passay (XVe siècles)
- Le pont de Taizon (XIIIe siècle)
- La commanderie hospitalière de Prailles (XIIe siècle)[33]
- Les restes de la voie romaine Angers-Poitiers
- Le gué de Saint-Martin (époque gallo-romaine)
- Le belvédère du Puy de Mont

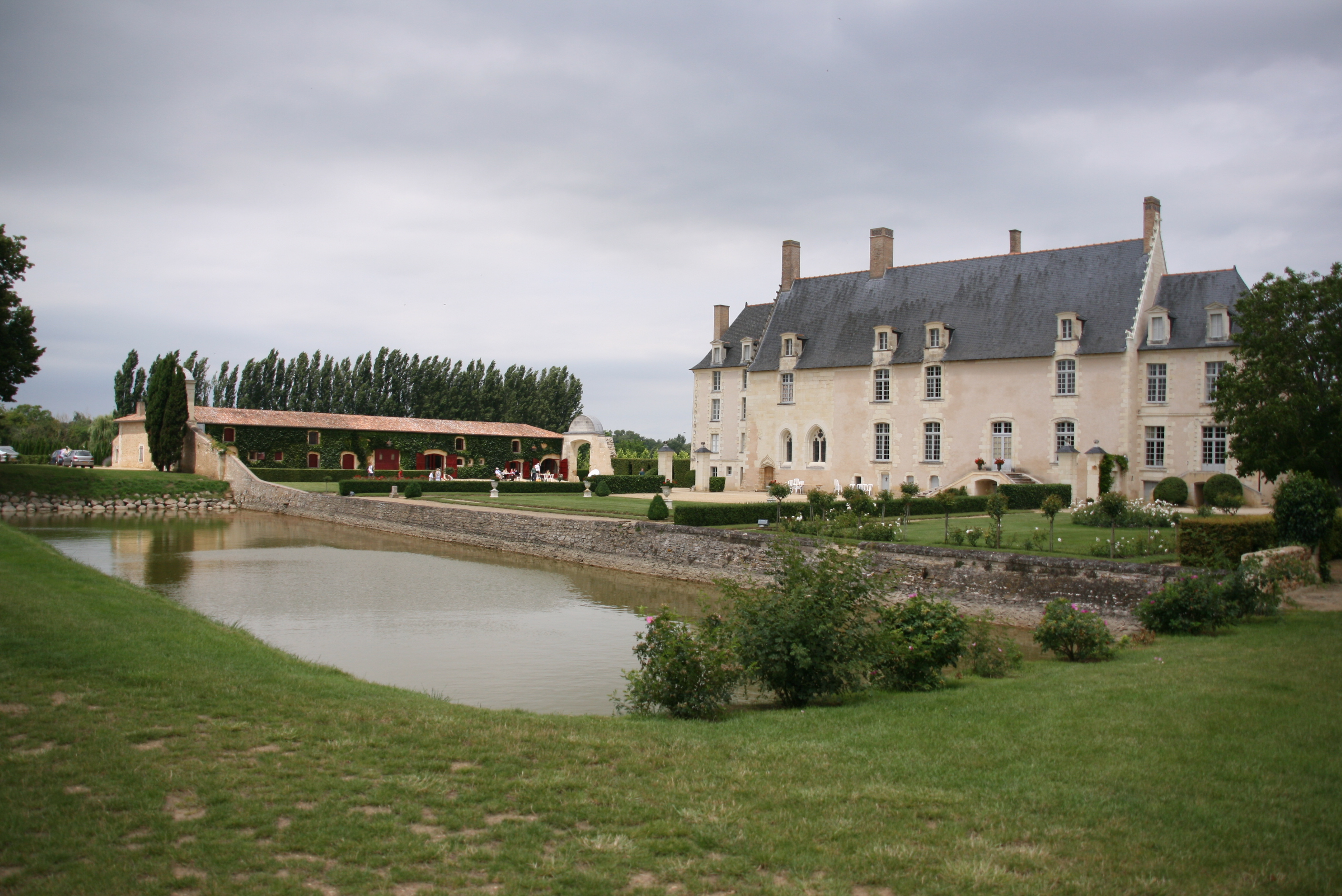
Le château du Bois de Sanzay.
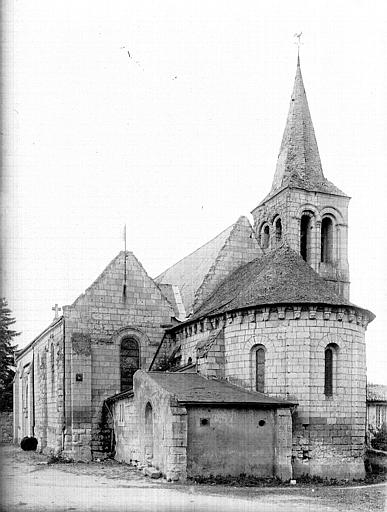
L'église Saint Martin en 1919.
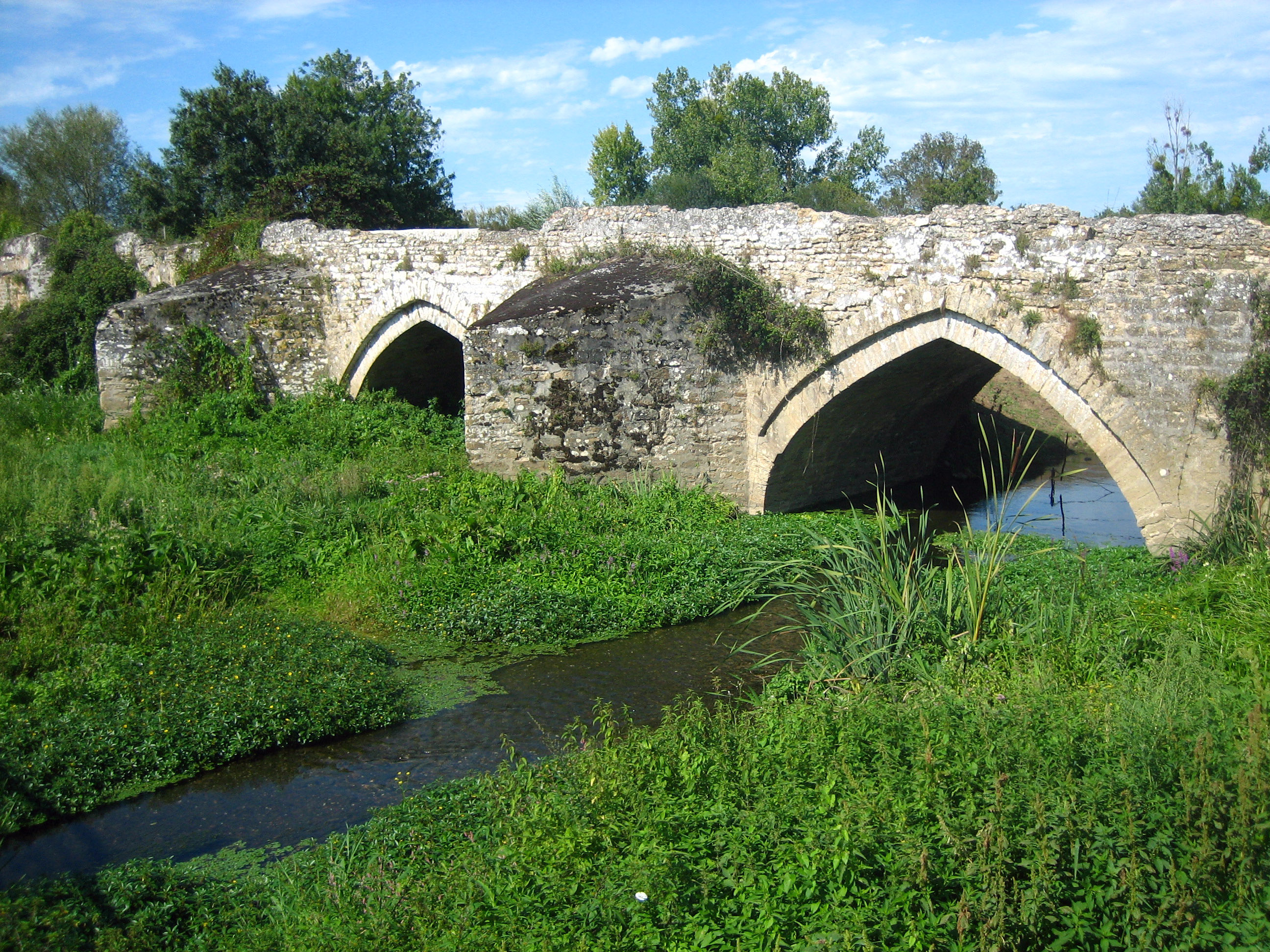
Le pont de Taizon.

### Personnalités liées à la commune
- Le roi Louis XI (1423-1483) visita Prailles, le 22 janvier 1473, le 7 décembre 1479, ainsi que le 27 novembre 1481. Il est probable, selon ses itinéraires, qu'il s'agissait de la commanderie de Prailles[34].
- Charles François d'Aviau du Bois de Sanzay (1736-1826), archevêque de Vienne puis de Bordeaux, né à Saint-Martin-de-Sanzay.
- Abel Pineau (1895-1973), artiste peintre, graveur, auteur de vitraux, né à Angers, décédé à Saint-Martin-de-Sanzay (il vécut au château du Bois de Sanzay).

### Héraldique
| Blason | Blasonnement : D’or au lion de gueules chargé en cœur d’une croisettes de malte d’argent. |